# Leucodon madagascariensis
Leucodon madagascariensis là một loài Rêu trong họ Leucodontaceae. Loài này được Brid. mô tả khoa học đầu tiên năm 1827.